# Diana Glenn
Diana Glenn, född 13 mars 1974 i Sydney, är en australisk skådespelare.
Glenn har bland annat medverkat i TV-serierna Bad Behaviour och Harrow. Hon har även medverkat i filmen Lone Wolf.

## Filmografi (i urval)
- 2021 – Lone Wolf
- 2021 – Harrow (TV-serie)
- 2023 – Bad Behaviour (TV-serie)